# Petr Bolek
Petr Bolek (Ostrava, 13 giugno 1984) è un calciatore ceco, portiere del Tatran Třemošná.

## Palmarès

### Club

#### Competizioni nazionali
- Campionato ceco: 3

Viktoria Plzeň: 2012-2013, 2014-2015, 2015-2016
- Coppa di Slovacchia: 1

Spartak Trnava: 2018-2019
- Český Superpohár: 1

Viktoria Plzeň: 2015